# Hațeg
Hațeg (deutsch Hatzeg oder Hötzing, ungarisch Hátszeg) ist eine Kleinstadt im Kreis Hunedoara in Rumänien.

## Geographische Lage
Hațeg liegt im Zentrum eines vom Fluss Strei (deutsch Strell) durchflossenen Talbeckens, das geomorphologisch den Namen Depresiunea Hațeg trägt, was der historischen Region Hatzeger Land (auch Wallenthal, rumänisch Țara Hațegului) entspricht. Im Osten der Stadt befindet sich das Șureanu-, im Süden das Retezat- und im Westen das Țarcu-Gebirge. Die Kreishauptstadt Deva liegt etwa 30 km nördlich von Hațeg entfernt.

## Geschichte
Hațeg wurde 1276 in einer Urkunde des ungarischen Königs Béla IV. erstmals erwähnt. 1366 wurde es Verwaltungszentrum mit königlichem Hof und erhielt den Status einer Stadt, ab 1764 wird Hațeg Sitz einer Grenzkompanie die überwiegend aus rumänischen Soldaten bestand. Bis 1918 gehörte sie zum Königreich Ungarn, zum Fürstentum Siebenbürgen bzw. zu Österreich-Ungarn. Bis zum Ende des Ersten Weltkrieges war die Stadt Sitz eines Stuhlbezirks im ungarischen Komitat Hunyad. Danach kam die Stadt – die schon seit mehreren Jahrhunderten vorwiegend von Rumänen bewohnt war – zu Rumänien. Die wichtigsten Wirtschaftszweige von Hațeg sind die Holzgewinnung, die Bierherstellung und die Erzeugung von Energie aus Wasserkraft.

## Bevölkerung
1850 waren auf dem Gebiet der heutigen Stadt 2578 Einwohner registriert, von denen 1194 in Hațeg, die übrigen 1384 in den heute eingemeindeten Ortschaften lebten. 2197 waren Rumänen, 174 Roma, 97 Ungarn und 59 Deutsche. Bei der – allerdings umstrittenen – Volkszählung im Jahr 1910 war die Einwohnerzahl auf 4884 gestiegen, wovon sich 3176 als Rumänen, 1509 als Ungarn und 143 als Deutsche bezeichneten. In Hațeg selbst lebten damals 3124 Personen. Bis 1992 war ein weiterer Bevölkerungszuwachs zu verzeichnen (11.616). Bei der Volkszählung 2002 lebten in Hațeg 10.910 Personen, davon 9710 in der eigentlichen Stadt und 1200 in den Katastralgemeinden. 10.468 bezeichneten sich als Rumänen, 303 als Ungarn, 67 als Roma und 33 als Deutsche.

## Verkehr
Hațeg liegt an der Bahnstrecke Caransebeș–Bouțari–Subcetate, welche von hier bis Subcetate nur dem Güterverkehr dient. In Richtung Sarmizegetusa wurde die Teilstrecke 1995 stillgelegt. Es bestehen regelmäßige Busverbindungen nach Petroșani und Hunedoara. Durch die Stadt führt die Europastraße 79.

## Persönlichkeiten
- Elena Lasconi (* 1972), Politikerin und Journalistin

## Sehenswürdigkeiten
- Kloster Prislop (14. Jahrhundert) im Ortsteil Silvașu de Sus
- Wisent-Reservat
- Geopark Hațeg

## Sonstiges
Hațeg ist Namensgeber für den Flugsaurier Hatzegopteryx, dessen fossile Überreste erstmals 1978 in der Nähe der Stadt gefunden wurden.